# Carrie Crowley

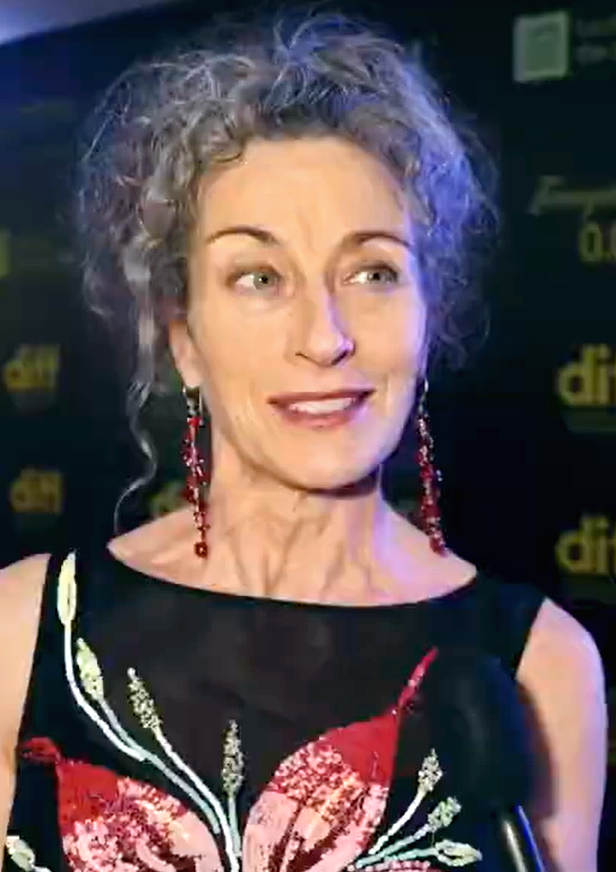
Carrie Crowley (2025)

Carrie Crowley (* 23. Mai 1964 in Waterford, Munster) ist eine irische Schauspielerin und ehemalige Fernsehmoderatorin.

## Leben
In den 1990er Jahren war sie als Hörfunksprecherin des lokalen Senders WLR FM tätig. Ab Mitte der 1990er Jahre war sie als Schauspielerin in der Kindershow The Morbegs zu sehen. Zusammen mit Ronan Keating moderierte sie den Eurovision Song Contest 1997. Danach moderierte sie diverse Formate des Senders RTÉ, darunter auch eine eigene abendliche Talkshow namens Limelight. Ab 2008 wurde sie als Schauspielerin aktiv und war in einigen Fernsehfilmen und Fernsehserien zu sehen.

## Filmografie
- 2006: An Gaeilgeoir Nocht
- 2007: Anner House (Fernsehfilm)
- 2007: The Running Mate (Miniserie, vier Folgen)
- 2008: Striapacha (Fernsehserie, drei Folgen)
- 2008: School Run (Fernsehserie, zwei Folgen)
- 2009: The Clinic (Fernsehserie, drei Folgen)
- 2010: The Ottoman Empire (Kurzfilm)
- 2010: An Crisis (Fernsehserie, eine Folge)
- 2012: Rásaí na Gaillimhe (Fernsehserie, eine Folge)
- 2012: Earthbound
- 2012: 13 Steps Down (Fernsehserie, zwei Folgen)
- 2013: How to Be Happy
- 2013: Stay
- 2013–2014: Vikings (Fernsehserie, fünf Folgen)
- 2014: Waterway (Kurzfilm)
- 2014–2019: Fair City (Fernsehserie, 94 Folgen)
- 2019: Extra Ordinary – Geisterjagd für Anfänger (Extra Ordinary)
- 2021: Smother (Fernsehserie, sechs Folgen)
- 2021: Red Election (Fernsehserie, eine Folge)
- 2022: The Quiet Girl (An Cailín Ciúin)
- 2023: Baltimore

## Auszeichnungen
Irish Film and Television Award
- 2022: Nominierung als Beste Nebendarstellerin (The Quiet Girl)[1]